# Ajn Haur
Ajn Haur (arab. عين حور) – miejscowość w Syrii, w muhafazie Damaszek. W 2004 roku liczyła 1974 mieszkańców.